# Nicrophorus tomentosus
 Nicrophorus tomentosus  ist eine Art der Totengräber (Nicrophorus) aus der Familie der Aaskäfer (Silphidae). Er ist östlich der Rocky Mountains in Nordamerika weit verbreitet.

## Merkmale
Die Käfer werden 12 bis 17 Millimeter lang. Die Deckflügel (Elytren) und der Halsschild sind glänzend schwarz gefärbt und besitzen gelborangefarbene Streifen auf den Deckflügeln sowie gelbe Streifen unterhalb der nach unten gebogenen Kanten. Auf dem Pronotum und auf der Unterseite des Brustabschnitts ist eine Behaarung aus goldenen Härchen ausgebildet, die dem Käfer den amerikanischen Namen „Gold-necked Carrion Beetle“ verliehen hat. Ein Geschlechtsdimorphismus existiert nicht.

## Vorkommen
Der Käfer kommen in der Nearktis in weiten Teilen Nordamerikas östlich der Rocky Mountains in Kanada und den Vereinigten Staaten vor. Er lebt vor allem in Weidegebieten und offenen Wäldern.

## Lebensweise

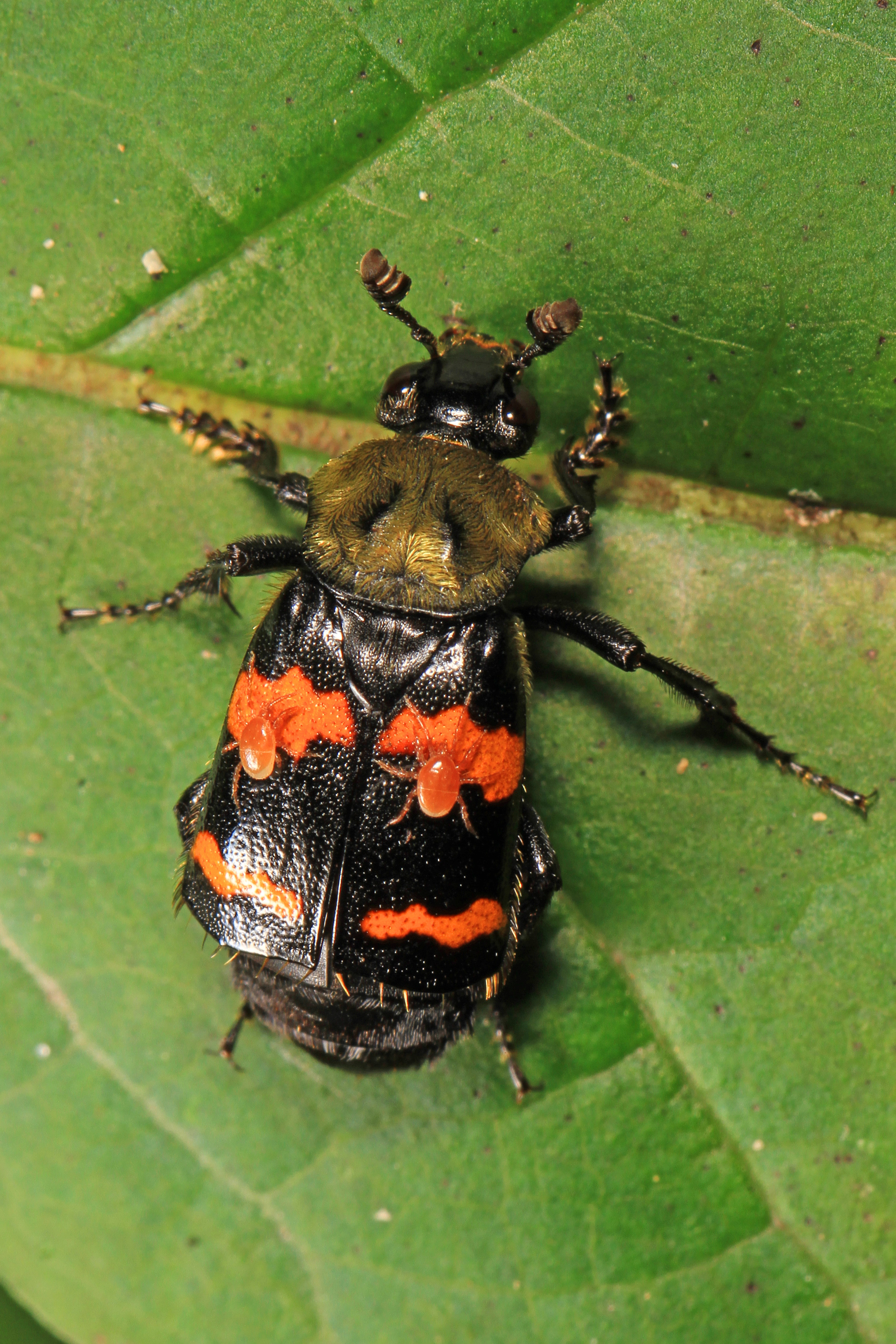
Nicrophorus tomentosus

Wie alle Totengräber lebt auch diese Art von Aas und in diesem lebenden Fliegenlarven. Sie sind nachtaktiv und verstecken sich während des Tages. Bei Störungen wirft sich der Käfer auf den Rücken und brummt mit seinen Deckflügeln wie eine Hummel. Durch die bienenähnliche Färbung und das Geräusch werden viele potenzielle Fressfeinde abgeschreckt.
Die Käfer nutzen Kadaver von kleinen Säugetieren und Vögeln als Eiablageplatz. Dafür vergraben sie gemeinsam den Kadaver und paaren sich in ihm. Danach beseitigen sie Haare oder Federn und formen aus dem Fleisch kleine Kugeln, in denen das Weibchen die Eier ablegt. Die Elterntiere bleiben bis zur Verpuppung, die häufig in Nebentunneln stattfindet, bei den Larven und fliegen dann aus um neue Kadaver zu suchen.